# B.A. Paris
B.A. Paris, właśc. Bernadette MacDougall (ur. 1958 w Anglii) – brytyjska powieściopisarka pochodzenia francusko-irlandzkiego.

## Życiorys
W 2016 roku zadebiutowała powieścią Za zamkniętymi drzwiami, która w ciągu trzech miesięcy sprzedała się w nakładzie pół miliona egzemplarzy. Książka była dwukrotnie nominowana w plebiscycie Goodreads Choice Awards w kategorii „Kryminał i thriller” oraz „Debiut autorski”. W 2022 roku przyznana została jej nagroda Bestsellery Empiku 2021 za powieść Terapeutka. 
B.A. Paris to jej pseudonim. Autorka tłumaczy, że B.A. to skrót jej imion – Bernadette Anne. Zdecydowała się na Paris, ponieważ przez 37 lat mieszkała w Paryżu. Uczęszczała również na lekcje baletu do „Paris School of Dancing”. Nazwa wydawała jej się wówczas egzotyczna, a do dzisiaj przetrwały związane z nią ciepłe wspomnienia. Autorka przyznaje, że postanowiła pisać pod pseudonimem, ponieważ jej imiona są zbyt długie, a prawdziwe nazwisko chciała zachować dla książek dziecięcych, które napisała przed sukcesem Za zamkniętymi drzwiami.

## Życie osobiste
Wychowywała się w Anglii, a następnie przeprowadziła do Francji, tam pracowała jako przedstawiciel handlowy w międzynarodowym banku. Posiada wykształcenie pedagogiczne, a wspólnie z mężem założyła szkołę językową. Jest matką pięciu córek.

## Twórczość
- Za zamkniętymi drzwiami (Behind closed doors, 2016; wyd. Albatros, 2017, ISBN 978-83-7985-938-2, tłum. Maria Olejniczak-Skarsgard)
- Na skraju załamania (The Breakdown, 2017; wyd. Albatros, 2018, ISBN 978-83-8125-124-2, tłum. Maria Olejniczak-Skarsgard)
- Pozwól mi wrócić (Bring me back, 2018; wyd. Albatros, 2019, ISBN 978-83-8125-465-6, tłum. Magdalena Koziej)
- Dylemat (The Dilemma, 2019; wyd. Albatros, 2020, ISBN 978-83-8125-893-7, tłum. Magdalena Słysz)
- Dublerka (The Understudy, 2019; wyd. Albatros, 2020, ISBN 978-83-8215-076-6, tłum. Maria Olejniczak-Skarsgard)
- Terapeutka (The Therapist, 2021; wyd. Albatros, 2021, ISBN 978-83-8215-411-5, tłum. Maria Gębicka-Frąc)[7]
- Uwięziona (The Prisoner, 2022; wyd. Albatros, 2023, ISBN 978-83-6751-272-5, tłum. Robert Waliś)
- Przyjaciółka (The Guest; 2024; wyd. Albatros 2024, ISBN 978-83-8361-047-4, tłum. Maria Gębicka-Frąc)

Prawa do ekranizacji Za zamkniętymi drzwiami zostały zakupione.